# Caneva
Càneva (Càneva in veneto, Cjanive in friulano standard) è un comune italiano di 6 167 abitanti del Friuli-Venezia Giulia.

## Origini del nome
La prima citazione - indiretta - di Caneva è in documento del 1249, dove si parla della «Ecclesiam S. Michaelis infra Sacilum et Canipam». Deriva dal latino can(n)ăba "cantina, depostito".

## Storia
Resti litici di un accampamento di cacciatori, ritrovati nei pressi del Bus de la Lum al limitare della Foresta del Cansiglio e risalenti a circa 11.000 anni a.C., costituiscono la prima testimonianza della presenza dell'uomo sul territorio comunale. Questi furono preludio all'insediamento palafitticolo del "Palù del Livenza" (Paleolitico Superiore), in cui a partire dal 5.720 sino al 4.880 BP (datazioni al radiocarbonio quattordici) si ebbe un insediamento umano su palafitte.
In seguito in zona, sui due principali colli sporgenti dalla dorsale prealpina (col de Fer e col San Martino), si ebbero ben due castellieri, di cui uno si evolse in "castrum" romano quando qui venne costruita una torre d'avvistamento. Lo sviluppo - inteso in senso di comunità - si ebbe in epoca medievale quando, data la posizione strategicamente rilevante sulla via che univa Aquileia-Concordia all'Alpago e quindi al Norico, Càneva divenne territorio patriarcale, documentato fin dall'anno 1034 quale possesso della Chiesa d'Aquileia. Caneva fu teatro di numerosi scontri tra le truppe della "Patria del Friuli" e quelle trevigiane, passando ora sotto il controllo dei Patriarchi ora sotto il controllo dei da Camino.
Per molti secoli fu un feudo in possesso di vari esponenti dell'aristocrazia friulana. Nel 1385 il maniero venne occupato dalle truppe dei Carraresi, signori di Padova. Ritornato in possesso della Chiesa d'Aquileia, Càneva venne preso dalle truppe veneziane nell'anno 1420. I resti dell'antico maniero, sito sulla vetta di un pendio roccioso, sono oggi costituiti dalle basi di alcuni muraglioni di difesa e dai resti di qualche torre. All'interno della cinta castellana si trovano ancora la chiesetta di Santa Lucia, costruita alla fine del secolo XVI, e la torre campanaria, ricavata da un'antica torre.
In epoca più recente Càneva divenne terra di emigrazione soprattutto verso America del Nord e del Sud, Svizzera, Belgio ed Australia. Il fenomeno, che durò per tutto l'Ottocento e gran parte del Novecento, si arrestò solamente negli anni sessanta.
Càneva è un paese di cave e di cavatori e come tale fa della pietra un elemento caratterizzante della sua storia e della sua architettura. L'impiego della pietra è stato importante sin dai secoli antichi per la costruzione di abitazioni, per l'edificazione di recinzioni, per la realizzazione di vie di comunicazione e per la realizzazione di ogni sorta di manufatti.

## Monumenti e luoghi d'interesse

### Architetture religiose
- Chiesa di Santa Lucia (XI secolo), antica pieve castellana, con torre campanaria e antico cimitero presso il castello (Càneva)
- Santuario della Madonna del Persego (Stevenà)
- Chiesa arcipretale di San Tommaso Apostolo, in forme neoclassiche, con all'interno tre pale di Francesco da Milano e opere dei più recenti E. Chiaradia, D. Rupolo e D. Mazzoni (Càneva)
- Chiesa di San Marco Evangelista (Stevenà)
- Chiesa parrocchiale di Santa Maria Immacolata, con sculture lignee di Ghirlanduzzi e una cinquecentesca pala di Francesco da Milano (Sarone)
- Chiesa parrocchiale di Santa Maria Assunta, con annessa riproduzione della grotta di Lourdes (Fratta)
- Chiesa parrocchiale dell'Annunciazione e del Santissimo Redentore (Fiaschetti)

### Architetture civili e musei
Sono presenti due ville, esempio di dimore signorili di campagna del XIX secolo, tutelate dall'Istituto Regionale per le Ville Venete (IRVV):
- villa Chiaradia, Zancaner Banfi, Sommacal;[8]
- villa De Marchi, Barbieri, Frova, Corner, Posocco,[9] in località Stevenà,[10] edificio comunale oggi contenitore culturale multifunzionale.[11]

Tra le altre ville figurano:
- villa Pietranna (Rupolo), con motivi liberty;
- villa Lucchese, opera del locale architetto Domenico Rupolo;
- ca' Damiani, villa ristrutturata del Settecento.[12]

#### Musei
- Museo del ciclismo, intitolato a Toni Pessot.[13]
- Museo del minatore “Arduino Martinuzzo”, a Fratta (ove sono contenuti preziosi cimeli soprattutto dei minatori canevesi in Belgio).[14]

### Architetture militari
- Ruderi del castello medievale[15].
- Casa del fascio, utilizzata come stazione dei carabinieri[16]

### Aree naturali e area archeologica
- Bosco del Cansiglio, con tutta la zona che arriva fino al Pian Cansiglio ed in particolar modo al Bus de la Lum, che, con i resti di un accampamento di cacciatori, è prima testimonianza certa di presenza umana nell'ambito territoriale datata 11.000 anni a.C. (scoperta dai ricercatori dell'Università di Ferrara).
- Parco archeologico del Palù di Livenza, maggior sito europeo con resti evidenti di un insediamento palafitticolo umano durato circa 1000 anni, tra i meglio conservati - databile dal 5.720BP al 4.880BP (fonte Ministero Beni cult. e amb.) - ed il più ricco di materiale archeologico, con numerosissimi rinvenimenti attribuibili al Paleolitico Superiore. Il parco archeologico è ufficialmente iscritto nella lista degli antichi insediamenti sulle Alpi, patrimonio dell'Umanità tutelato dall'UNESCO dal 27 giugno 2011.[17]

## Società

### Evoluzione demografica
Abitanti censiti

### Etnie e minoranze straniere
Al 31 dicembre 2023 gli stranieri residenti nel comune erano 410, ovvero il 6,6% della popolazione. La comunità straniera più numerosa è quella proveniente dalla Romania con il 28,0% di tutti gli stranieri presenti sul territorio, seguita dal Marocco e dall'Ucraina..

### Lingue e dialetti
Il territorio di Caneva rientra in quella fascia del Friuli occidentale in cui si parla il veneto: il dialetto locale appartiene infatti al tipo trevigiano rustico orientale (detto anche liventino), affine quindi al bellunese. Termini tipicamente riconducibili di questo gruppo sono ardelìva "fieno di secondo taglio", varsór "aratro", calvéa o calvìa "misura per aridi".
Non mancano, tuttavia, elementi riconducibili alla lingua friulana, facendo ipotizzare che l'attuale idioma si sia imposto su un originario dialetto friulano. Voci che denotano questo aspetto sono madràs "serpente", batidór "correggiato", ratha e rathòt rispettivamente "anatra" e "maschio dell'anatra". Interessante, inoltre, la presenza di alcuni slavismi, tracce di una piccola colonizzazione di epoca patriarcale.

## Cultura

### Gastronomia
- Figo Moro di Càneva
- Formaggio di malga
- Olio extravergine d'oliva ed olio non vergine
- Vini rossi
- Verdiso di Càneva, vino bianco da vitigno autoctono (da ricordare anche il Picolit, autoctono di Càneva)
- Itticoltura nelle risorgive della Livenza

## Geografia antropica

### Frazioni
- Fiaschetti, Fratta e Sarone.

### Altre località del territorio
- Crosetta, Gaiardìn, Lama de Carpen, Lama de Som, Pradego, Tambruz, Prà della scala, Fontanàz, Canevòn, Col de Fèr, Col di San Martino

### Fiaschetti
Dista da Càneva circa 2 km.
Qui vivono circa 300 persone.

### Sarone
Distante da Càneva circa 3 km.
È il secondo paese per abitanti del comune. Protetto su tre lati dai vari eventi atmosferici da due colli a sud-ovest e a nord-est, rispettivamente il "col de Fer" e il "col di San Martìn", e a nord- ovest dal "Col de Rust" è la frazione con le più grandi bellezze paesaggistiche del comune fra cui le meravigliose viste dalla famosa pizzeria ristorante "Italo Rover" al paesaggio boschivo della valle. Famoso in tutta Italia per la preziosa pietra che se ne ricava dalle sue montagne di un colore bianco puro dalle sue cave. Particolarità del posto è il suo dialetto totalmente diverso dai vari paesi del comune, molto più simile al Bellunese. Questa differenziazione linguistica è dovuta al fatto che in passato è stato luogo di passaggio per i migranti che attraversavano il Pian Cansiglio per dirigersi alla stazione dei treni di Sacile e non solo poiché Sarone fin dai tempi più antichi era un luogo dove i contrabbandieri potevano nascondersi e far passare le loro merci (principalmente legno di Faggio da portare a Venezia per la costruzione dei remi delle Gondole), infatti non è un caso che nella piazza si trovi una fontana il cui nome è "L'Emigrante".
Il paese è anche conosciuto per la sua birra, Valscura, prodotta con i vari frutti di stagione raccolti direttamente nel territorio (figo moro, castagne ecc.).

## Amministrazione

### Sindaci dal 1989
| Periodo | Periodo   | Primo cittadino    | Partito                  | Carica  | Note |
| ------- | --------- | ------------------ | ------------------------ | ------- | ---- |
| 1989    | 1993      | Edo Viel           | Lista civica             | Sindaco |      |
| 1993    | 1997      | Ulisse Croda       | Lega Nord                | Sindaco |      |
| 1997    | 2000      | Marvi Poletto      | Centro sinistra          | Sindaco |      |
| 2000    | 2005      | Renato Mirto Monte | Democratici di Sinistra  | Sindaco |      |
| 2005    | 2010      | Renato Mirto Monte | Democratici di Sinistra  | Sindaco |      |
| 2010    | 2015      | Andrea Gava        | Lista civica             | Sindaco |      |
| 2015    | 2020      | Andrea Gava        | Lista civica             | Sindaco |      |
| 2020    | in carica | Dino Salatin       | Lega per Salvini Premier | Sindaco |      |

### Gemellaggi
- Neumarkt-Sankt Veit, dal 2002

Neumarkt è un paese della Baviera (Germania) dove ogni estate viene svolto un campeggio (Zeltlager) a cui partecipano ragazzi sia italiani che tedeschi per mantenere il gemellaggio.
- Meilhan-sur-Garonne

Meilhan-sur-Garonne è un comune francese in cui vi sono emigrati molti italiani dopo la seconda guerra mondiale, tra questi anche un canevese, Giovanni Masutti, al quale è stata dedicata una piazza adiacente alla chiesa del comune, inaugurata nel 2012.

## Galleria d'immagini

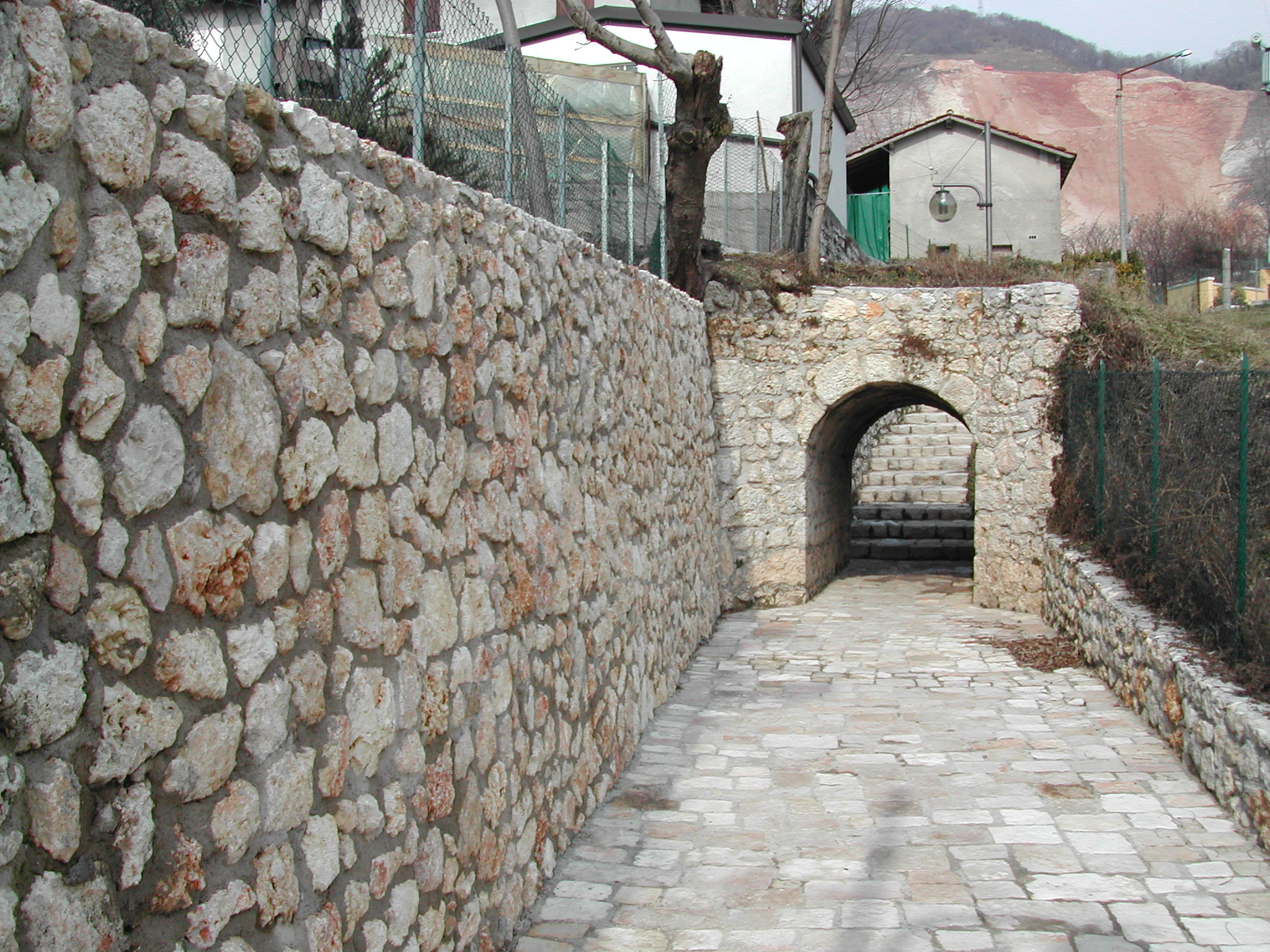
Opere murarie
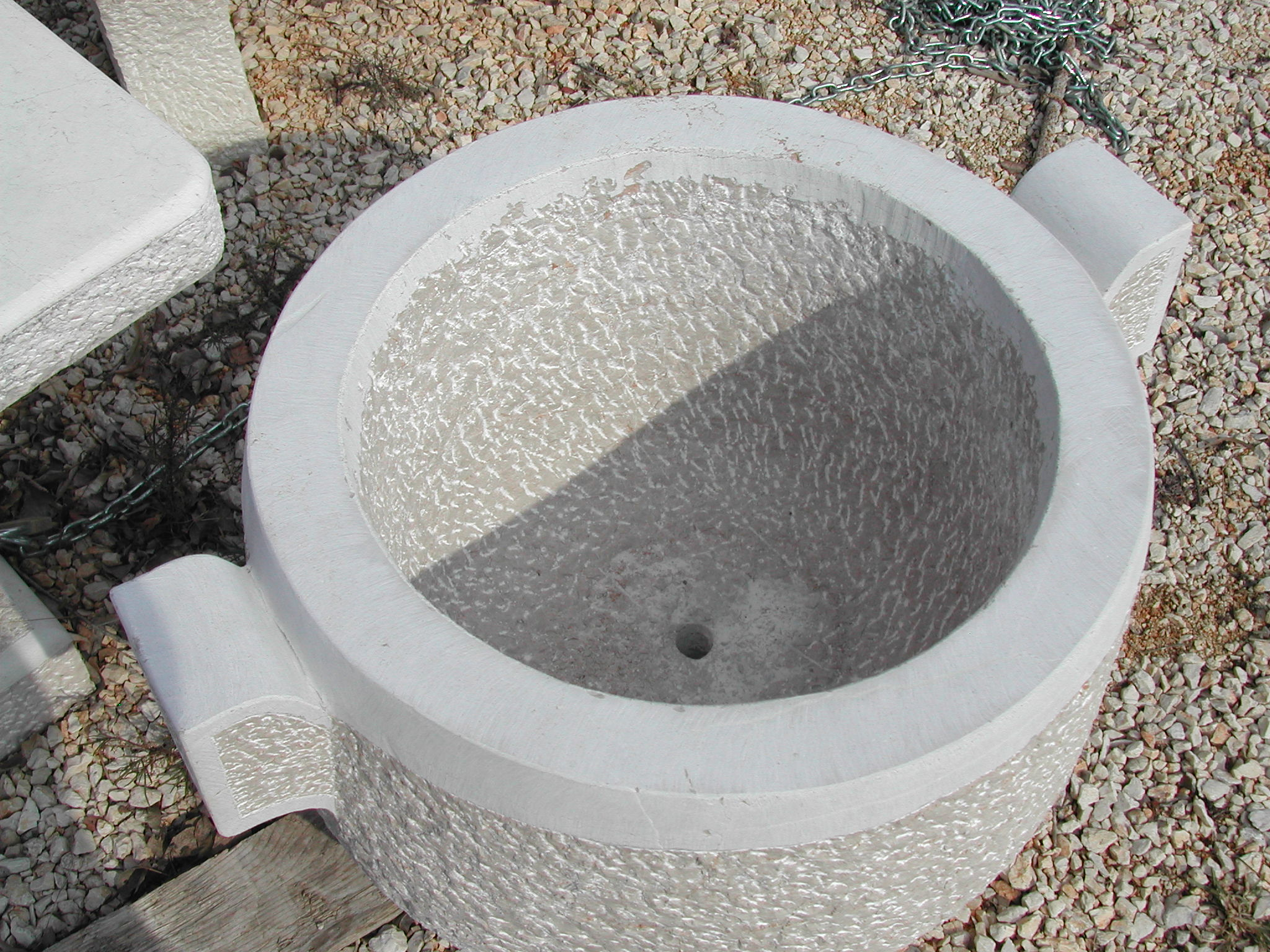
Manufatti
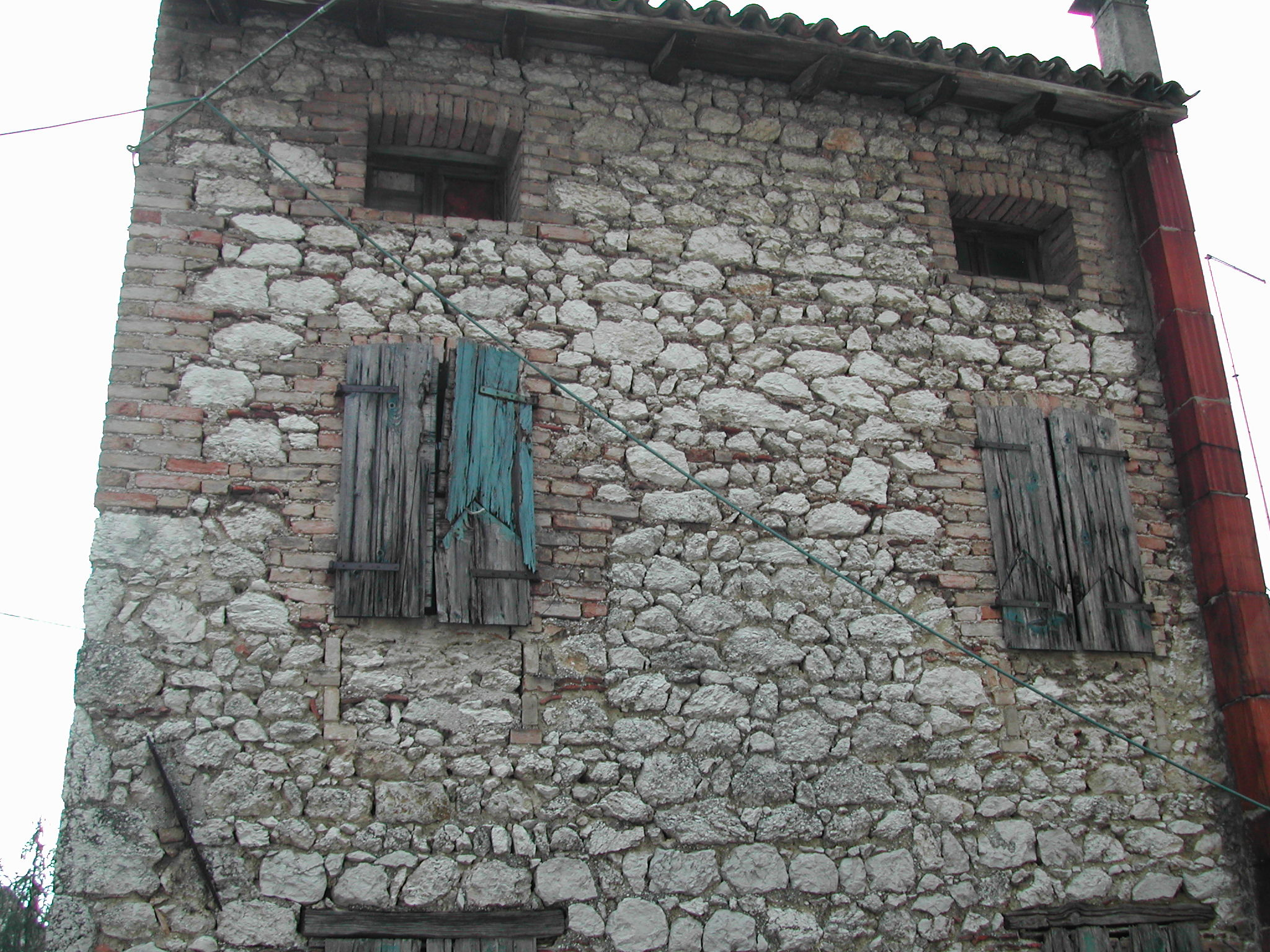
Edifici